# Satomi Arai
Satomi Arai (Saitama, 4 luglio 1980) è una doppiatrice giapponese.

## Doppiaggio

### Anime e cartoon
- Angel Tactics (Bomber Linda)
- Berserk (2016) (Ivalera)
- Code Geass: Lelouch of the Rebellion (Sayoko Shinozaki, Caster, Reporter)
- Coyote Ragtime Show (March, Sep)
- Digimon Frontier (Mole the Trailmon)
- Fairy Tail (Visca Moulin)
- Fafner of the Azure (Sakura Kaname)
- Hamtaro (Kinoko-chan)
- Heroic Age (Bee No Bee)
- Hi Hi Puffy AmiYumi (Harmony the Fangirl)
- HUGtto! Pretty Cure (Bishin)
- Jigoku Shōjo (Junko Kanno)
- Kim Possible (Jocelyn "Joss" Possible)
- Kiniro no Corda ~primo passo~ (Mio Takatō)
- Mahoraba ~Heartful Days (Kozue Aoba, Saki Akasaka, Nanako Kanazawa, Chiyuri Midorikawa, Natsume Konno)
- Mahō tsukai Pretty Cure! (Cathy)
- Mermaid Melody Pichi Pichi Pitch (Coco)
- Nodame Cantabile (Saya Suganuma)
- Overlord (Pestonya Shortcake Wanko)
- Pokémon Advanced Generation (Tsugoyo)
- Ray the Animation (Masami)
- Shakugan no Shana (Rinko)
- Starship Operators (Yukino Nanase)
- Tactical Roar (Mashū Akoya)
- The World Ends with You the Animation (Uzuki Yashiro)
- To Love-Ru (Peke)
- A Certain Magical Index e A Certain Scientific Railgun (Kuroko Shirai)
- Tokyo Majin Gakuen Kenpuchō: Tō (Komaki Sakurai)
- Viewtiful Joe (Cherry Blossom)
- Zero no Tsukaima (Verdante, Robin, Kōmori)
- Re:Zero - Starting Life in Another World (Beatrice)
- Shimoneta (Saotome Otome)

### OAV
- Mobile Suit Zeta Gundam series (Fa Yuiry, Haro, Cheimin Noa)

### Videogiochi
- Berserk and the Band of the Hawk (Ivalera)
- Bravely Default (Mephilea Venus)
- Bravely Second: End Layer (Mephilea Venus)
- Crash Tag Team Racing (Coco Bandicoot)
- Corpse Party: Blood Covered (Seiko Shinohara)
- Dengeki Bunko: Fighting Climax Ignition (Kuroko Shirai)
- Disgaea RPG (Beatrice)
- Dragalia Lost (Loki)
- Dragon Quest Treasures (Misha)
- Fire Emblem Heroes (Loki)
- Luminous Arc Infinity (Feilang)
- Mind Zero (Undertaker)
- NEO: The World Ends with You (Uzuki Yashiro)
- Octopath Traveler II (Dolcinaea)
- Shin Megami Tensei: Strange Journey Redux (Maria, Tiamat)
- Tales of Vesperia (Gauche, Khroma)
- Tales of the Rays (Gauche)
- Tales of Berseria (Seres)
- The King of Fighters: All Star (Rachel)
- The Legend of Heroes: Trails in the Sky (Dorothy Hyatt)
- The Legend of Heroes: Trails in the Sky SC (Dorothy Hyatt)
- The Legend of Heroes: Trails in the Sky the 3rd (Dorothy Hyatt)
- The World Ends with You (Uzuki Yashiro)
- Zenless Zone Zero (Alexandrina)

### Film e serie TV
- All That (Christina Kirkman)
- Chicago Hope (Jessica, Bobby)
- Animal House (National Lampoon's Animal House) (Shelly Dubinsky)
- Il ritorno dei morti viventi (Tina)
- West Wing - Tutti gli uomini del Presidente (Zoey Bartlett)